# Nicotiana sect. Alatae
Nicotiana sect. Alatae ist eine Sektion der Gattung Tabak (Nicotiana). Zu ihr werden acht Arten gezählt.

## Beschreibung
Die Arten der Sektion Alatae sind rosettenbildende, krautige Pflanzen. Ihre Laubblätter sind aufsitzend und können verschiedene Formen von Behaarung aufweisen, meist sind sie jedoch klebrig. An den oberen Stängeln werden nur wenige Blätter gebildet, diese sind abstehend und auch deutlich kleiner als die Blätter der Rosette am Boden.
Die Blüten öffnen sich meist gegen Abend und verblühen am nächsten Tag, nur gelegentlich blühen sie auch tagsüber. Die Krone ist zygomorph und stieltellerförmig. Die Färbung kann grün, weiß oder pink bis rot sein. An der Kronröhre ist nahe dem Kronschlund eine plötzliche Verbreiterung vorhanden. Die Kronlappen sind spitz oder in Nicotiana langsdorfii auch gerundet.
Die Chromosomenzahl beträgt n=9 oder n=10.

## Verbreitung
Die Arten sind von Mexiko bis nach Uruguay verbreitet.

## Systematik
Zur Sektion Alatae werden folgende Arten gezählt: 
- Nicotiana alata Link & Otto
- Nicotiana azambujae L. B. Sm. & Downs
- Nicotiana bonariensis Lehm.
- Nicotiana forgetiana Hemsl.
- Nicotiana langsdorffii Weinm.
- Nicotiana longiflora Cav.
- Nicotiana mutabilis Stehmann & Semir
- Nicotiana plumbaginifolia Viv.

## Nachweise
- Sandra Knapp, Mark W. Chase und James J. Clarkson: Nomenclatural changes and a new sectional classification in Nicotiana (Solanaceae). In: Taxon, Band 53, Nummer 1, Februar 2004. S. 73–82.